# Christofer von Platen
Philip Christofer von Platen, född den 8 oktober 1852 på Vettinge, Östra Ljungby socken, död den 26 december 1924 i Gråmanstorps församling, Kristianstads län, var en svensk militär. Han var son till Philip Baltzar von Platen.

## Biografi
År 1873 blev von Platen underlöjtnant vid Skånska dragonregementet, 1882 löjtnant vid Generalstaben, 1893 major. Han inträdde 1894 vid Livgardet till häst. År 1896 blev von Platen överstelöjtnant vid Kronprinsens husarregemente, överste 1901. Åren 1902–1910 var han regementschef för Kronprinsens husarregemente, generalmajor och 1908 tillförordnad chef för V. arméfördelningen, åren 1911-1917 chef för III. arméfördelningen (Göteborgs och Bohus, Alvsborgs södra och norra samt Skaraborgs inskrivningsområden), generallöjtnant 1915 och erhöll avsked 1917. von Platen tjänstgjorde åren 1885–1886 i österrikiska armén och var åren 1886–1888 militärattaché i Wien. Han var ordförande och ledamot av ett flertal kommittéer, bland annat åren 1893-1895 av kavalleriexerciskommittén och ordförande åren 1895-1896 i ridinstruktionskommittén. von Platen skildras som "kunskapsrik, orubbligt lugn, fri från all småaktighet och omtänksam om underlydande" (Hammarskjöld).